# RC Drift
Le RC drift est le fait de pratiquer le drift avec une voiture radio-commandée. 
La voiture est équipée de pneus à faible adhérence et est configurée en vue de faciliter les dérapages et le contrôle de ceux-ci. Le drift radio-commandé demande de l'habileté et une bonne connaissance de sa voiture. La pratique se fait généralement avec un châssis quatre roues motrices à l'échelle 1/10e. Il existe toutefois des modèles plus petits au 1/12e et 1/24e permettant de pratiquer très facilement en intérieur et en extérieur.
De nombreux amateurs pratiquent le RC drift comme un loisir intensif et déploient beaucoup d'efforts dans la création et la modification de leur voiture radio-commandée. Des rencontres, des championnats, et des séries de défis sont organisés à travers le monde, ceux-ci peuvent être organisés tout simplement pour rassembler les amateurs et pour la détente. Souvent des prix et/ou des récompenses sont attribués aux vainqueurs. Les critères de jugement sur un drift portent principalement sur l'esthétique, la trajectoire, l'angle de dérapage de la voiture, la vitesse et le style. Il ne s'agit plus d'une course où le vainqueur sera celui finissant en tête de la course, mais de la qualité de son dérapage, un peu à la manière du patinage artistique.

## Châssis

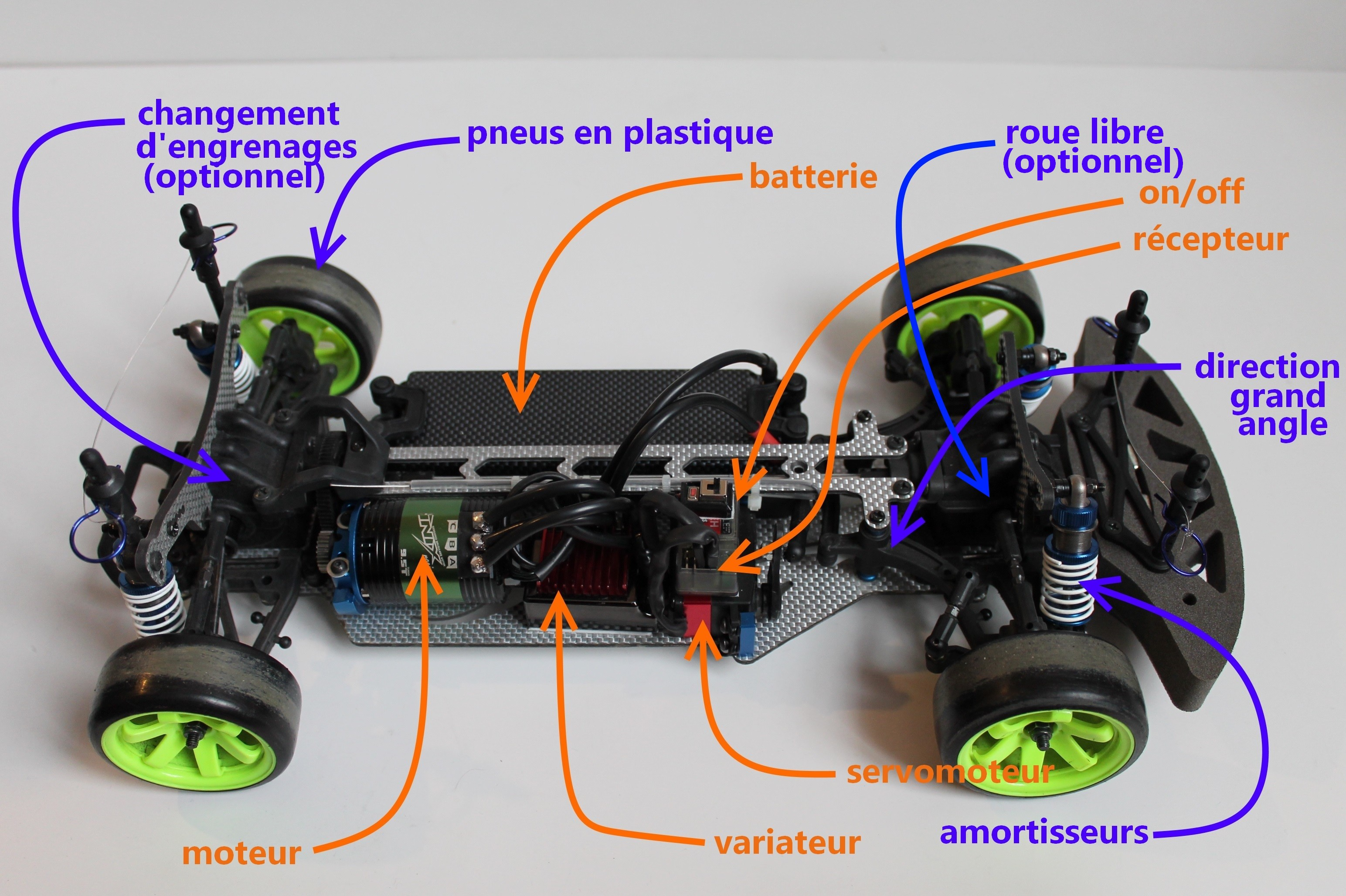
Châssis RC Drift Yokomo MR4 TC SD, avec des pièces en carbone optionnelles. La photo décrit la répartition des éléments : en orange les éléments électriques, en bleu les éléments mécaniques notables qui sont pour la plupart spécifiques au RC Drift.

- Est-ce qu'il y  des châssis spécialement conçus pour le rc-drift ?

La base est un modèle de course à quatre roues motrices ou propulsion.
Pour le choix, le plus simple est encore de se renseigner sur les nombreux forums dédiés à cette discipline. Des fabricants font de nos jours des châssis typés "DRIFT". Ces châssis sont pour la plupart équipés de système "CS" pour Counter Steer (traduisez par contre braquage) qui permet de faire tourner les roues arrière plus rapidement que les roues avant. Le "CS" rend la conduite plus réaliste en obligeant le pilote à contre braquer comme le font les pilotes de drift à l’échelle réelle. Les modèles les plus populaires sont actuellement les MST Ms-01d, Yokomo DIB, Tamiya TT01-D et HPI-Racing Sprint 2 Drift. De nouvelles marques asiatiques ont fait leurs apparitions sur le marché (Street Jam, 3Racing, EnRoute entre autres). Cependant, il est parfois difficile de se procurer certains châssis en France, comme les Yokomo justement.
Pour les débutants il est conseillé de commencer avec un châssis AWD (quatre roues motrices). À l'instar du système "Quatro" de chez Audi (reconnu mondialement grâce à ses performances en course), le châssis AWD permet de rattraper facilement la glisse, sans faire de tête-à-queue.
Les modèles AWD populaires sont des voitures de rc-drift peu couteuses et à l'épreuve des chocks.
- Peut on pratiquer le RC drift avec un châssis propulsion ?

L'utilisation d'un châssis propulsion est de plus en plus fréquente, contrairement à leurs aînées de taille réelle, les voitures radio-commandées à propulsion ont une structure et une répartition des masses les rendant difficilement contrôlables dans les virages et doivent donc être équipés de gyroscope pour faciliter leur contrôle car le poids très léger des voitures de rc-drift rend le comportement très vif. De ce fait, cela ajoute une difficulté supplémentaire au pilote mais un réalisme accru.
Aujourd'hui, beaucoup de modélistes ayant une certaine expérience dans le rc-drift planchent sur le sujet et proposent des réalisations personnelles de plus en plus abouties. Mais ce n'est pas à la portée des débutants en raison de la complexité de la répartition des masses à parfaire et du pilotage devenu plus pointu.
- Motorisation thermique ou électrique ?

La motorisation est le plus souvent électrique. Les moteurs peuvent être plus ou moins puissants suivant leur montage ou leur technologie. La pratique du rc-drift en thermique n'est pas impossible théoriquement mais reste très peu répandue. De plus, les moteurs thermiques proscrivent l'utilisation des véhicules en intérieur principalement à cause des gaz d'échappement.
De plus, en thermique le problème de refroidissement du moteur pose problème dans le cas des thermique car le moteur va chauffer énormément et la faible vitesse de la voiture et l'angle de la voiture ne suffisent pas à refroidir le moteur.

## Pneus
L'avantage du rc-drift dans ce domaine est son coût très bas, contrairement aux voitures radio-commandées de compétition où les pneus en caoutchouc ou en mousse ont une durée de vie très courte. D'une façon globale, la pratique du rc-drift se fait en remplaçant les pneus par des pièces en plastique "ABS" (ou tube polyéthylène). Les pneus ABS peuvent être achetés pré-découpés auprès de différents sites marchands dédiés au rc-drift. Beaucoup ont une bonne finition et ressemblent à de vrais pneus. On peut aussi fabriquer ses propres pneus avec un peu d'outillage et de bonne volonté. Certains fabriquent leur pneus en tube PVC très glissant provenant des magasins de bricolage, et sont relativement efficaces sur le béton. Seule sa couleur gris clair manque d'esthétisme, certains pratiquants préfèrent peindre les flancs. Les pneus ABS peuvent durer des heures d'utilisation, mais les pneus en PVC le sont davantage encore.
De nos jours, les fabricants de grande renommée ont conçu des pneus de rc-drift rendant la conduite plus réaliste et plus contrôlable. Après une série de tests auprès des pratiquants, les plus efficaces seraient les HPI T-Drift constitués d'un mélange de plusieurs plastiques différents, et les Yokomo à simple bague ZR-DR02. Cependant le rc-drift est un sport relativement récent, en tout état de cause, la technologie et les techniques sont encore en amélioration constante.
À l'échelle 1/10e, les dimensions adéquates de pneus sont les suivantes :
- Diamètre intérieur : 52 mm
- Diamètre extérieur : 63-64 mm
- Largeur : 26 ou 24 mm (variable selon la largeur de la jante)

## Carrosseries

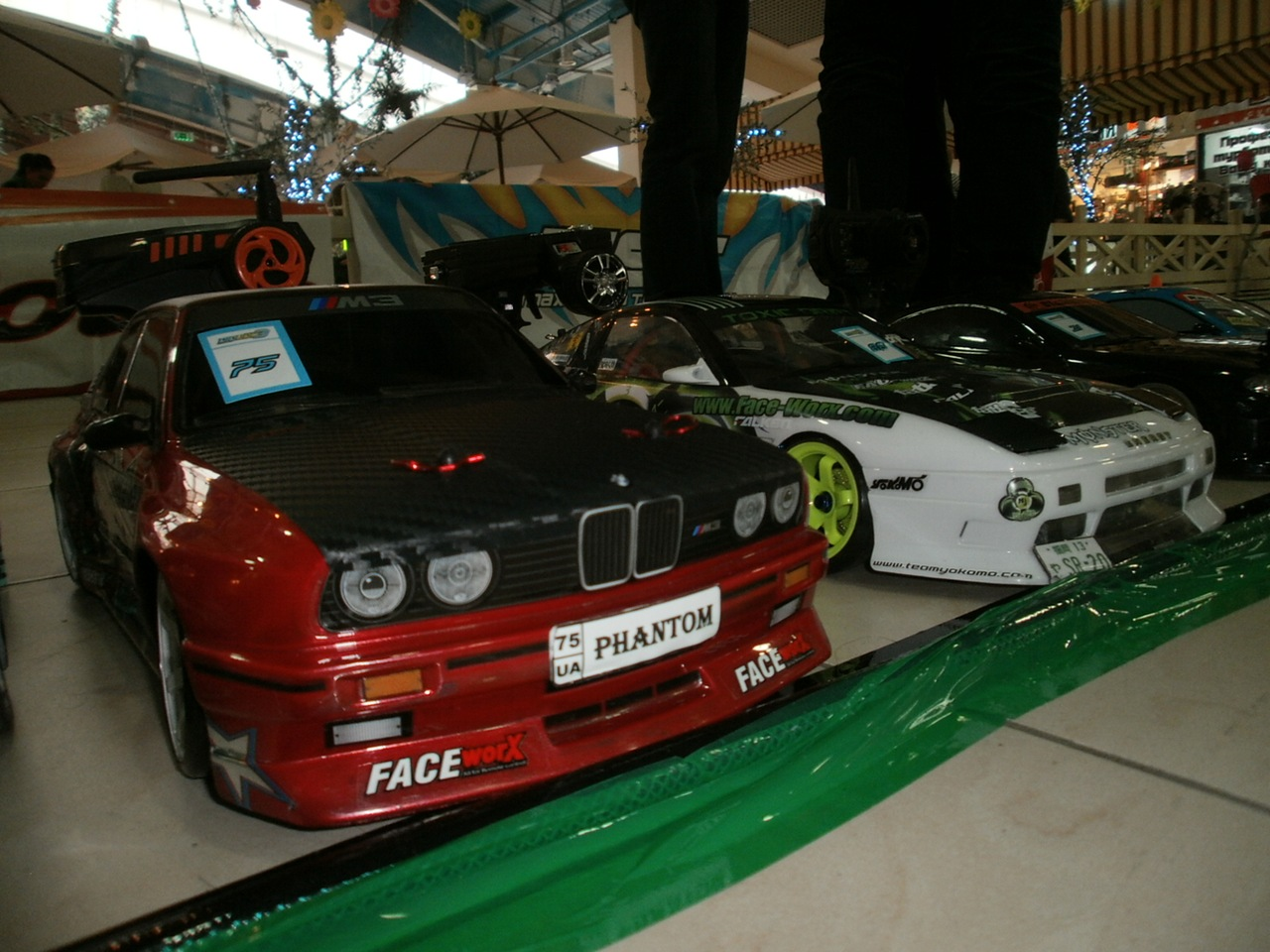

Un autre aspect important du RC drift est la carrosserie car c'est la première visible sur ces voitures radio-commandées. Certains préféreront reproduire leurs voitures préférées du championnat de drift grandeur nature, d'autres préféreront un style plus personnel mais n'ayant parfois rien à envier aux voitures réelles. Elles peuvent être équipées de D.E.L., néons, kit large, ailerons et tous les accessoires permettant d'accentuer au maximum le réalisme comme les radiateurs, ailerons, feux, pot d'échappement, etc. Les peintures personnalisées sont aussi un point d'intérêt dans la recherche de la perfection. D'autres vont jusqu'à créer leurs propres carrosseries. La personnalisation des carrosseries peut aller très loin avec des auto-collants personnalisés.
Le choix des carrosseries est aussi très vaste entre les voitures japonaises, européennes et américaines. Ces dernières années ont vu surgir des fabricants artisanaux reproduisant principalement des voitures de sport japonaises avec une fidélité et une finition parfois supérieures aux fabricants internationaux.
De nombreux tutoriels sont disponibles à travers les sites dédiés.

## Budget
Le budget global pour pratiquer le rc-drift n'est pas forcément très onéreux. Vous pouvez débourser de plusieurs dizaines d'euros à plusieurs centaines euros (ou plus) uniquement pour une voiture dépourvue d'électronique et de batterie. Tout dépend du niveau d'options et de la conception du châssis en question. Par exemple, des possibilités de réglages sont disponibles d'origine sur les modèles haut de gamme, mais seulement en option sur d'autres. Cela dit, tous les pratiquants s'accorderont à dire que seuls comptent le savoir-faire et la maîtrise du pilote (dont il aura assuré l'assemblage de sa propre voiture du début à la fin).

## Vidéos de RC Drift
Un des aspects fédérateurs et très grand public du RC drift est la réalisation, presque professionnelle, de vidéos de rencontres ou de compétitions. Ce support sert ainsi souvent à la promotion du RC Drift et à des démonstrations sur les sites de vidéos en UGC (CGU en français soit Contenu généré par les utilisateurs) qui popularise le RC drift, et redirige les vidéo-spectateurs vers les forums dédiés.